# Edwin Evans (critique musical)
Pour les articles homonymes, voir Edwin Evans et Evans.
Edwin Evans, également appelé Edwin Evans Jr., est un critique musical et musicographe britannique, né le 1er septembre 1874 à Londres et mort dans la même ville le 3 mars 1945.

## Biographie
Edwin Evans naît le 1er septembre 1874 à Londres,.
Il fait des études générales et travaille dans la télégraphie, les chemins de fer et la finance, entre 1889 et 1913 . Autodidacte en musique, il est l'un des pionniers de la critique musicale moderne en Grande-Bretagne et publie ses premiers articles dès 1901.
Professionnellement, il est d'abord critique à la Pall Mall Gazette (1912-1923), puis au Daily Mail (à partir de 1933), et assure la rédaction de plusieurs revues musicales, dont Musical News and Herald, The Dominant et The Music Lover.
De 1907 à 1917, il joue également un rôle clé dans les travaux du comité de la « Société des Concerts Français », qui présente les premières exécutions britanniques de 240 œuvres françaises de musique de chambre.
Evans est un grand défenseur des compositeurs de son temps, notamment Debussy, qu'il contribue à faire connaître et apprécier au public britannique, Ravel ou Roussel. En 1919 et 1920, il rédige dans le Musical Times une série d'articles sur les compositeurs britanniques modernes, dont Bridge, Bax, Ireland, Holst et Vaughan Williams. Ami de Diaghilev et Stravinsky, il écrit un livret sur les ballets L'Oiseau de feu et Petrouchka pour la série Musical Pilgrim en 1933, et rédige pendant de nombreuses années des notes de programme pour des concerts à Londres.
Il est l'un des fondateurs de la Société internationale pour la musique contemporaine (SIMC), qu'il préside de 1938 à 1945,.
Comme musicographe, il est l'auteur de The Margin of Music (Oxford, 1924), Tchaikovsky (Londres, 1906 ; éd. rév. New York, 1935) et Music and the Dance (éd. posthume, Londres, 1948),. Il participe aussi aux troisième, quatrième et cinquième éditions du dictionnaire Grove.
Edwin Evans meurt le 3 mars 1945 à Londres,. Sa précieuse bibliothèque de livres et de partitions constitue le noyau de la London Central Music Library.
Il est le fils du musicographe et organiste Edwin Evans. Pour le distinguer de son père, il est souvent appelé Edwin Evans Jr. (junior),.